# Casa-fàbrica Canals
La casa-fàbrica Canals era un conjunt d'edificis situat als carrers del Portal Nou, 41 i d'en Cortines, 12 al 16, actualment desaparegut.

## Història
El 1737, el negociant Antoni Serra va demanar a l'intendent Antoine Sartine «[…] permiso de legítimo superior para formar la nueva fábrica de indianas, tapisserias, pañuelos y demás […] en un lugar en donde con toda capacidad pueda enblanquear las telas de Algodon.» L'any següent, va demanar novament permís per a construir un edifici al seu prat de blanqueig de Sant Martí de Provençals per a un batan. Aquell mateix any, ell i el botiguer de teles Esteve Canals i Guerau havien contractat els serveis d'un pintador d'indianes francès, Joan Ibér, que es va comprometre a realitzar 500 peces en un any, a raó de 3 lliures i 5 sou cadascuna. Ells li proporcionarien les peces en cru de la casa dels teixidors i ell lliuraria les peces acabades a la casa de Canals. El 1739, Serra va adquirir una finca (composta per una casa, botiga i hort) al carrer del Portal Nou al marmessor del barreter d'agulla i taverner Joan Estevanell (†1698), i en va fer agnició de bona fe a Esteve Canals i al corredor de canvis Bonaventura Canet. Tot seguit, van encarregar al fuster Jacint Enrich «una oficina per plantar teles per fer indianes, altra oficina per estamparlos, una cuyna per fer colors tots dins lo pati de ditas casas».
Per altra banda, Antoni Serra i Cia havia obtingut un privilegi per a importar cotó de Malta i a emprar el títol de «fàbrica reial». Pel seu càrrec de director, Antoni Serra vivia a la casa-fàbrica i va morir el 1740. El 1741, la fàbrica tenia una dotzena de telers, i aquell mateix any, Canals i Canet adquiriren una altra casa al carrer d'en Cortines. El 1744 van adquirir tres més i el 1745 una altra al mateix carrer, i encara una altra el 1746 al carrer del Portal Nou. Aquell mateix any, Canals i Canet sol·licitaren la pròrroga del privilegi reial, exposant que hi tenien 100 telers «corrents» (és a dir, en funcionament). Canet morí el 1747, i aquell mateix any, Canals i Maria Magdalena Ferrussola, vídua de Canet i filla del corredor de canvis Jaume Ferrussola i Reynat, adquiriren una part de la finca de Joan Gali als carrers del Portal Nou i d'en Cortines, i el 1753 la resta. Canals va morir el 19 d'octubre del 1756, i el seu inventari post mortem reflexa la situació de la fàbrica en aquell moment.
La fàbrica passà a mans de les vídues Mariàngela Martí i Magdalena Ferrussola, però ben aviat sorgí un conflicte entre ambdues que motivà la dissolució de la societat. El 1759 es produí la partició dels bens, quedant els edificis en mans dels Canals, i els Canet (Maria Magdalena Ferrussola i el seu fill Jaume Canet i Ferrussola, de 19 anys), reberen llur part en efectes i utensilis i part en metàl·lic, però sorprenentment, cap dels 101 telers que hi havia, malgrat que volien continuar la fabricació d'indianes pel seu compte. Pocs anys després, el 1763, morí Mariàngela Martí, i el seu únic fill Joan Pau Canals i Martí heretà el negoci familiar, consistent en la fàbrica del carrer del Portal Nou, el prat de Sant Martí de Provençals, la casa del carrer dels Canvis i dels Agullers i les respectives botigues. El nou propietari, ocupat en altres afers a Castella, com ara el cultiu de la roja, va delegar la direcció de la fàbrica a diversos administradors, com Melcior Guàrdia i Matas i Pere Vermell, fet que va influir en la seva decadència, especialment en una època on la competència amb altres fabricants esdevingué més aferrissada. Entre 1763 i 1767, el mestre d'obres Anton Pardines i el fuster Magí Enrich van realitzar diverses reparacions a la casa-fàbrica i al prat de Sant Martí de Provençals.
El 1780, Joan Pau Canals obtingué de mans de Carles III el títol de baró de la Vallroja i marxà a viure a Barcelona, en una casa del carrer de Montcada cantonada amb el dels Sombrerers. El 1783 llogà la casa-fàbrica i el prat a Antoni Nadal i de Casanovas, pare d'Antoni Nadal i Darrer, sota el nom social de Canals i Nadal, i el mestre de cases Jaume Fàbregas i els fusters Joan Sala i Josep Roca hi van fer diverses reparacions. A finals del 1785 o principis del 1786, Canals tornà a Madrid, on moriria l'octubre d'aquell any, deixant com a hereu el seu únic fill Gaietà Canals i Ametller, menor d'edat. El 1804, aquest va establir en emfiteusi la finca del carrer d'en Cortines, 14 al jove sabater Francesc Barnadas, la del núm. 12 al llogater de mules Ramon Vallhonesta, que tot seguit va demanar permís per a fer-hi dos balcons i remuntar-la fins al quart pis, segons el projecte del mestre de cases Pere Barrera; i la del núm. 10 a Bonaventura Estaper (o Estapé), també llogater de mules. El 1800, va establir la part més oriental de la propietat al veler i fabricant de teixits Josep Santsalvador i Puigsech, fill d'un pagès i paraire de Moià, a cens de 300 lliures i entrada de 16.000. El 1806, aquest va demanar permís per a reconstruir la casa del carrer del Portal Nou amb planta baixa i tres pisos, segons el projecte del mestre de cases Francesc Bosch. A la seva mort el 1832, fou succeït per la seva filla Josepa, vídua, que es va casar en segones noces amb el metge Gaietà Raüll i Julià. El 1859, després d'enviudar, Raüll va comprar la meitat indivisa de la propietat als altres hereus, i va llogar la casa-fàbrica al fabricant d'espelmes esteàriques Pau Sanmartí, que es va presentar a l'Exposició de Barcelona del 1860: «Sanmartí y C.ª, Pablo; cereria y fábrica de bujías esteáricas. En este establecimiento se encuentran toda clase de ceras labradas y bujías esteáricas, á precios equitativos. c. Puerta Nueva, 41.»

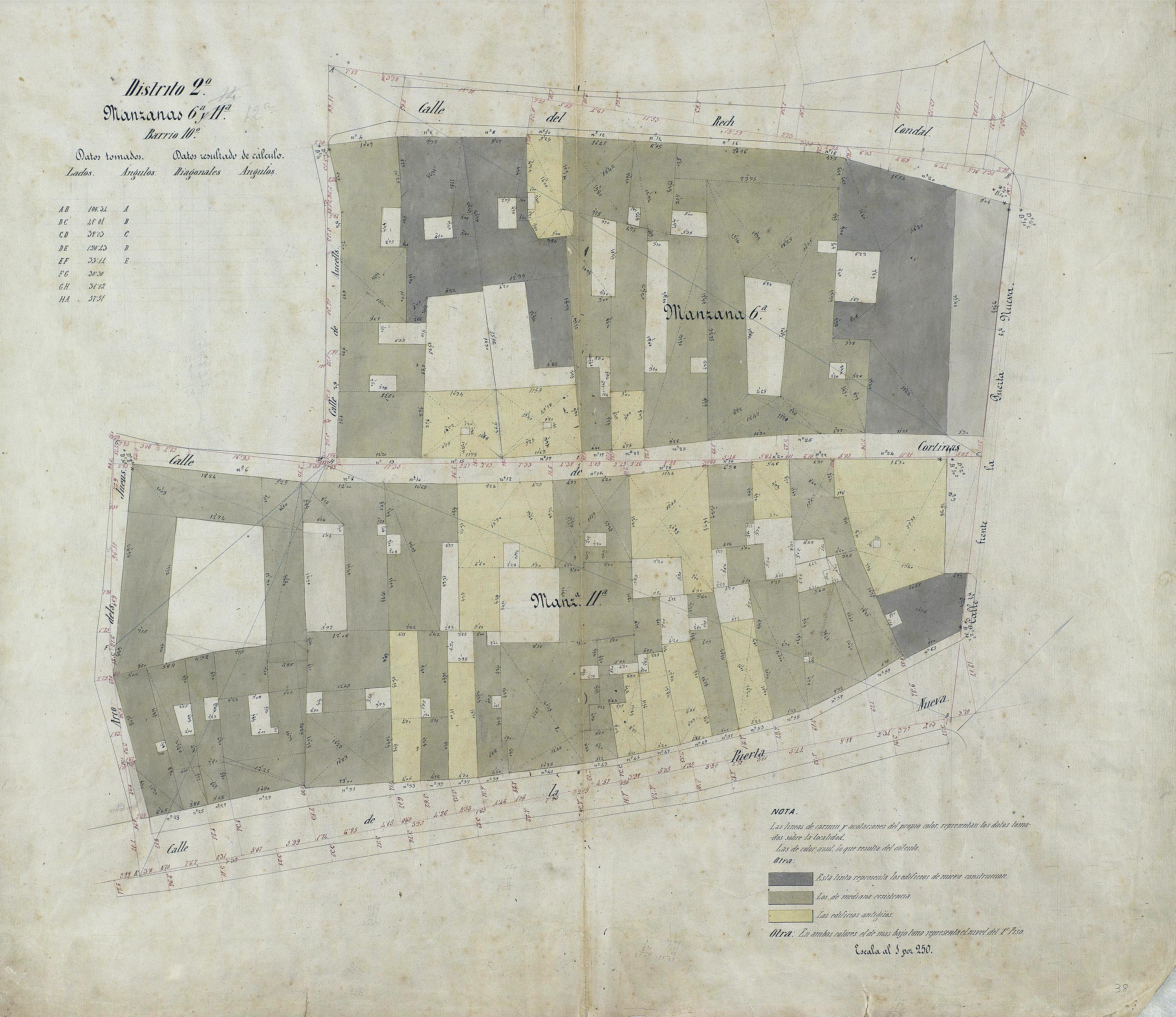
Quarteró núm. 38 de Garriga i Roca (c. 1860)

El 1862, va vendre la propietat a l'adroguer Rafael Vilaclara i Euras (1808-1890) per 33.000 lliures, que juntament amb el seu fill Rafael Vilaclara i Gibert (1852-1911), notari, van reunir un considerable patrimoni immobiliari a la ciutat, incloent les finques del carrer d'en Cortines, 12 i 14. El 1930, el seu net Josep Maria Vilaclara i Bladó (1880-1937) va sol·licitar el subministrament de les dues plomes d'aigua de la mina de Montcada a la màxima pressió i el traspàs al seu nom. El 1972, en virtud d'un procediment judicial per impagament d'un préstec hipotecari contra Josep Maria Vilaclara i Mir (1916-1999), fill de l'anterior, es van posar les finques en subhasta,  que a la dècada del 1990 van ser adquirides per la immobiliària Habitat amb l'objectiu de construir-hi una promoció d'habitatges. Tanmateix, l'operació no va reeixir, i la propietat passà a mans de l'empresa mixta Promoció Ciutat Vella SA (PROCIVESA), que el 1999 n'encarregà el projecte a l'arquitecte Francisco Javier Rodriguez Cambres.

## Descripció
Segons el Registre de la Propietat, la finca dels carrers del Portal Nou, 41 i d'en Cortines, 16, tenia al primer dels carrers planta baixa amb tres portals (el central per a l'escala i els laterals per a botigues) i tres pisos, i al segon, planta baixa amb quatre portals (un per a l'escala i tres per a botigues) i dos pisos, amb un pati o jardí a l'interior de l'illa, ocupat per un obrador o «quadra» a nivell del primer pis; la del carrer d'en Cortines, 14, de baixos i quatre pisos; i la del núm. 12, de baixos amb dues portes (una petita per a l'escala i una gran per a botiga o magatzem) i dos pisos (subdividits en dues habitacions cadascú).